# 艾氏高山陶鯰
艾氏高山陶鯰，為輻鰭魚綱鯰形目鼬鯰科的其中一種，為熱帶淡水魚，分布於南美洲奧里諾科河流域，體長可達20公分，棲息在底層水域，生活習性不明。